# 藤芋属
藤芋属（学名：Scindapsus）是天南星科下的一个属，为大藤本植物。该属共有约40种，分布于印度至马来西亚。